# アーブラハム・ガイガー
アーブラハム・ガイガー（Abraham Geiger、1810年5月24日 フランクフルト・アム・マイン - 1874年10月23日 ベルリン）はドイツのラビで、ユダヤ教改革派の指導者。ユダヤ教を普遍的な使命を持った世界宗教として捉え、「民族的色彩」を除いていくことに努めた。

## 業績
ダーフィト・シュトラウスから大きな刺激を受けたガイガーは当時1870年代の文化闘争などでカトリックに対抗するドイツのプロテスタントやリベラルな国民主義に接近し、ラビのユダヤ教を改革することで、ユダヤ社会の近代化を目指した。
1835年から1847年にかけて、"Zeitschrift für Jüdische Theologie" 誌を共同刊行し、1862年から1874年にかけて、"Jüdische Zeitschrift" 誌を編集した。

### ユダヤ教・キリスト教論
『ユダヤ教とその歴史』(1865-71)などで、イエスの教えはオリジナルなものではなく、パリサイ派の倫理の延長にあり、イエス教では天国崇拝が新しいだけであるとして、イエスはガリラヤ出身のパリサイ派ユダヤ人であるとした。ガイガーは、リベラル・プロテスタントの視線でユダヤ教の歴史を描き、パリサイ派を進歩派、サドカイ派を保守派とみた。

### 儀式改革
本来衛生のためであった割礼（ベリース・ミラー bərith milah）に関しては、「野蛮で血なまぐさい儀式」などと見なしたりした。
1854年に改訂して出版した祈祷書からは、天使・蘇りに関する記述を削除した。また「ディアスポラ（「離散状態」）の終焉」と「シオンへの帰還、エルサレム神殿の再建」などの祈りも除外した。

## 影響
ガイガーによるパリサイ派のサドカイ派の対立の図式は、モムゼンにも影響を与えた。
同時代の正統派ユダヤ教の論敵には、ザムゾン・ラーファエル・ヒルシュなどがいた。

## 著作
- Urschrift und Übersetzungen der Bibel（1857年）
- Das Judentum und seine Geschichte（『ユダヤ教とその歴史』、3巻、1865 - 71年）正式題：Das Judenthum und seine Geschichte von der Zerstörung des zweiten Tempels bis zum Ende des zwölften Jahrhunderts. In zwölf Vorlesungen. Nebst einem Anhange: Offenes Sendschreiben an Herrn Professor Dr. Holtzmann. Breslau: Schletter.